# یوجین شاود
ماریوس یوجین شاود (فرانسوی: Marius Eugène Chaboud‎؛ زادهٔ ۱۲ آوریل ۱۹۰۷ در لیون، درگذشتهٔ ۲۸ دسامبر ۱۹۸۳ در مونفرمی، سن-سن-دنی) رانندهٔ مسابقات اتومبیل‌رانی فرمول یک اهل فرانسه بود که از فصل ۱۹۵۰ تا ۱۹۵۱ در مجموع در سه گراند پری شرکت کرد. او در طول دوران فعالیت خود در فرمول یک تنها ۱ امتیاز را به نام خود به‌ثبت رساند.
شاود در ۲۸ دسامبر ۱۹۸۳ در مونفرمی، سن-سن-دنی درگذشت.